# 楊廷綸
楊廷綸（?—?），字蕓朗，福建侯官縣人。清朝政治人物、進士出身。

## 生平
光緒二十九年（1903年），中式癸卯科二甲進士。同年闰五月，改翰林院庶吉士。散館授翰林院編修。
宣统元年八月（1909年9月），福州府中學堂开学。该学堂设文科、实科两个班，学制为四年。第一次招生是由福州府下辖的十个县保送高等小学堂毕业生来福州应试，录取其中的120名。楊廷綸担任福州府中學堂第一任監督。后来，他又出任资政院议员。